# برنارد أرا
برنارد أرا (بالفرنسية: Bernard Allou)‏ (19 يونيو 1975 في أبيدجان في ساحل العاج – )؛ هو لاعب كرة قدم سابق كان يلعب كمهاجم.

## وصلات خارجية
- برنارد أرا على موقع الاتحاد الأوربي (الإنجليزية)
- برنارد أرا على موقع رابطة كرة القدم اليابانية للمحترفين (اليابانية)
- برنارد أرا على موقع رابطة كرة القدم الفرنسية للمحترفين (الإنجليزية)
- برنارد أرا على موقع قاعدة بيانات كرة القدم.إي يو (الإنجليزية)
- برنارد أرا على موقع ليكيب (الفرنسية)
- برنارد أرا على موقع عالم كرة القدم.نت (الإنجليزية)